# Калгарі Стампідерс
«Калгарі Стампідерс» (англ. Calgary Stampeders), заснована у 1935, професійна команда з канадського футболу, що базується в місті Калгарі провінції Альберта.  Команда є членом Західного дивізіону Канадської футбольної ліги. 
Домашнім полем для «Стампідерс» є Стадіон МакМагона.

## Статистики
Чампіонат - Північний Дивізон 1 — 1995
Чампіонат - Західний Дивізон 16 — 1937, 1938, 1946, 1948, 1949, 1965, 1967, 1971, 1990, 1992, 1993, 1994, 1996, 1998, 2000, 2008.
 Участь у Кубку Ґрея:   11 — 1948, 1949, 1968, 1970, 1971, 1991, 1992, 1995, 1998, 1999, 2001. 
 Перемоги у Кубку Ґрея: 6 — 1948, 1971, 1992, 1998, 2001, 2008.